# Bannehof
De  Bannehof, officieel Gemeentehuis Zaanstad, was van 1975-2011 het gemeentehuis van de gemeente Zaanstad in de Nederlandse provincie Noord-Holland en gelegen in Zaandijk. 

## Geschiedenis
De gemeente Zaanstad ontstond in 1974 door samenvoeging van de gemeenten Assendelft, Krommenie, Wormerveer, Westzaan, Zaandijk, Koog aan de Zaan en Zaandam. Tot die tijd had elke plaats een eigen raadhuis;
- Raadhuis Assendelft: gevestigd in pand uit 1898 aan de Dorpsstraat 370, nog in gebruik als trouwlocatie;
- Raadhuis Koog aan de Zaan: gevestigd in pand uit 1908 aan de Raadhuisstraat 86;
- Raadhuis Krommenie: gevestigd in pand uit 1706 aan de Zuiderhoofdstraat 151;
- Raadhuis Westzaan: gevestigd in pand 't Reght-Huys uit 1783 aan de Kerkbuurt 35, nog in gebruik als trouwlocatie;
- Raadhuis Wormerveer:  gevestigd in pand uit 1828 aan de Stationsstraat 7-9, in maart 1975 afgebrand en in 1980 herbouwd, in gebruik geweest als ouderensociëteit, hulpsecretarie, politiebureau onder de naam Rinus Hille Centrum;[noot 1] momenteel als Gezondheidscentrum met huisartsen- en verloskundigenpraktijk;
- Raadhuis Zaandam: gevestigd in pand uit 1848 aan de Burcht 10 nabij de Dam aan overzijde Zaan;
- Raadhuis Zaandijk: gevestigd in pand uit 1752 sinds 1852 aan de Lagedijk 106.

## Bouw
Er moest een nieuw gemeentehuis komen, waarbij gekozen werd voor Rooswijk in Zaandijk, het geografische middelpunt van de gemeente. Tot die tijd vonden de raadsvergaderingen op verschillende plaatsen in de gemeente plaats. 
Op 15 januari 1974 werd door de burgemeester, destijds Reint Laan, de eerste paal geslagen. De bouw zou slechts een jaar in beslag zou nemen en op 24 februari 1975 vond de eerste raadsvergadering plaats in het nieuwe gemeentehuis. Op die dag werd ook het allereerste huwelijk voltrokken. De officiële opening van het gebouw vond enige maanden later plaats, op 14 mei 1975 door de commissaris van de koningin Ferdinand Jan Kranenburg.
Het gebouw werd ontworpen door Remmert Huibert Winkel van het gemeentelijk architectenbureau. De bouwkosten bedroegen ruim 9 miljoen gulden. Gekozen werd voor het nog vrijwel onbebouwde natuurgebied Guisveld in Zaandijk. Hier zou naast een woonwijk het gemeentehuis komen te staan. De keuze hiervoor was gebaseerd op de verwachte groei van de gemeente tot naar verwachting 250.000 inwoners. Door bezwaren van milieu- en natuurbeschermingsorganisaties verleenden Provinciale Staten echter geen toestemming voor de gedachte industrie en bebouwing. Zo kwam het gemeentehuis uiteindelijk aan de rand van de bebouwing in het weiland te staan, slechts bereikbaar via een smalle weg en brug. In tegenstelling tot de gedachte was het nu excentrisch in de gemeente gelegen. Doordat de voor veel geld aangekochte grond niet meer werd gebruikt voor bouwprojecten, werd deze in de jaren tachtig voor een relatief gering bedrag verkocht aan Staatsbosbeheer. 
Het gebouw moest volgens de architect een ontmoetingsplaats worden en toegankelijk zijn voor elke inwoner van Zaanstad. Er kwam een grote hal met daarin bankjes, bloembakken en een vijver met goudvissen. De portier werd vervangen door een receptioniste. Het raadhuis dat naast een grote raadszaal plaats bood aan ongeveer 300 ambtenaren was modern en ruim van opzet met meerdere vleugels variërend over meerdere bouwlagen met daarbij veel glas en licht maar geen klimaatbeheersing. De ambtenaren konden hun eigen kamers ventileren of zonwering gebruiken.     
Oorspronkelijk werd als naam voor het binnenplein van het gemeentehuis de naam  "Metronoomplein" of  "Brink" voorgesteld, maar daar ging de raadscommissie niet mee akkoord. Een prijsvraag onder de bevolking leverde duizend namen op zoals onder andere "Plein 1974", "Hobbezakkenplein" en "Opperdan". Op 25 november 1974 besliste uiteindelijk de gemeenteraad dat het plein de naam Bannehof zou krijgen, verwijzend naar de oude Banne Westzaan. Het gemeentehuis heette officieel Gemeentehuis Zaanstad en had als adres Bannehof 1 Zaandijk.

### Bereikbaarheid
Per auto was het gemeentehuis goed bereikbaar en gratis parkeergelegenheid was er ruim voldoende aanwezig. Door de excentrische ligging was het per openbaar vervoer echter slecht bereikbaar. Hoewel de spoorlijn op maar 200 meter afstand lag was het dichtstbijzijnde treinstation Koog-Zaandijk op een kilometer loopafstand gelegen, evenals de haltes van de dichtstbijzijnde buslijnen van de toenmalige vervoerder ENHABO. Daar kwam verbetering in toen een buslijn door Rooswijk ging rijden met een bushalte op loopafstand van het gemeentehuis. Na de bouw van Rooswijk Noord werd het gemeentehuis door deze wijk omsloten, waardoor het niet meer in het weiland lag maar midden tussen de bebouwing.

### Nieuwbouw
Het gemeentehuis is uiteindelijk 36 jaar gebruikt. In het kader van de stadsvernieuwing in het centrum van Zaandam, de beschikbare ruimte en de relatief excentrische ligging, werd een nieuw gemeentehuis ontworpen op een meer centrale plaats in de gemeente nabij Station Zaandam. In de loop van 2011 werd de Bannehof door de ambtenaren verlaten en op 11 november 2011 vonden er op deze speciale datum de laatste huwelijksvoltrekkingen plaats.
 Het nieuwe gemeentehuis werd op 25 januari 2012 geopend.

### Sloop
In 2013 werd de leegstaande Bannehof in eigen beheer gesloopt, waarna de grond jarenlang braak lag en er een tijdelijke groen- en speelvoorziening kwam. In 2022 begon op de plaats van het voormalige gemeentehuis woningbouw, waarbij de naam Bannehof, maar ook Bannehoven, behouden blijft.